# 모리셔스의 행정 구역

모리셔스의 행정 구역

모리셔스는 9개 구와 구와 동격인 외곽도서로 이루어져있다. 외곽도서는 5개의 군도(그중 2개는 다른 나라가 실효 지배)로 구성되어 있으며 외곽도서 전체가 하나의 1차 행정구역을 이룬다.
1. 리비에르누아르구[Rivière Noire, 블랙리버(Black River)]
2. 플라크구(Flacq)
3. 그랑포르구(Grand Port)
4. 모카구(Moka)
5. 팜플레무스구(Pamplemousses)
6. 플랭윌렐름구(Plaines Wilhems)
7. 포트루이스구(Port Louis)
8. 리비에르뒤랑파르구(Rivière du Rempart)
9. 사반구(Savanne)

- 외곽도서

1. 아갈레가 제도(Agalega Islands)
2. 카르가도스 카라호스 제도(Cargados Carajos Shoals)
3. 로드리게스섬(Rodrigues)
4. 트로믈랭섬(프랑스 실효 지배)
5. 차고스 제도(영국 실효 지배)

## 같이 보기
- ISO 3166-2:MU